# Castril
Castril è un comune spagnolo di 2 614 abitanti situato nella comunità autonoma dell'Andalusia.